# Elivélton Alves Rufino
Elivélton Alves Rufino, genannt Elivélton, (* 31. Juli 1971 in Serrania, MG) ist ein ehemaliger brasilianischer Fußballspieler.

## Karriere

### Verein
Elivélton erhielt seine fußballerische Ausbildung beim Clube Esportivo de Futebol. 1990 ging er zum FC São Paulo, wo er seinen ersten Profikontrakt erhielt. Mit dem Klub erreichte er das Finale der Série A 1990. In diesem ging es gegen den Lokalrivalen SC Corinthians. Beide Spiele gingen mit 0:1 verloren. In der Folgesaison stand er wieder mit São Paulo im Finale. Dieses Mal ging es gegen den CD Bragantino und konnte sich mit 1:0 und 0:0 durchsetzen. Die Meisterschaft qualifizierte zur Teilnahme an der Copa Libertadores 1992. Im Juni des Jahres stand man im Finale gegen Newell’s Old Boys aus Argentinien. Nach einem 0:1 im Hinspiel und selben Ergebnis nach Verlängerung im Rückspiel, musste die Entscheidung im Elfmeterschießen gefunden werden. Dieses konnte São Paulo mit 3:2 für sich entscheiden. Durch den Sieg war der Klub Vertreter Spiel um den Weltpokal. Hier traf man im Dezember auf den FC Barcelona. In der Partie konnte ein 2:1-Sieg erreicht werden. Als Titelverteidiger der Copa Libertadores durfte São Paulo an der Ausgabe von 1993 teilnehmen. Wieder konnte das Finale erreicht werden, in welchem CD Universidad Católica aus Chile mit 5:0 und 0:2 bezwungen wurde.
Beim Weltpokal-Spiel 1993 von São Paulo gegen den AC Mailand stand Elivélton nicht mehr im Kader des Klubs. Er hatte ein Angebot aus Japan von Nagoya Grampus angenommen. Nach eineinhalb Jahren kehrte der Spieler in seine Heimat zurück und startete ab 1995 für den SC Corinthians. Die Folgejahre wechselte er nahezu jährlich und trat für weitere erstklassige Klubs an. Ein Highlight dabei war die Saison 1997 mit dem Cruzeiro EC. Er gewann die Copa Libertadores 1997 und trat im 1997 das Weltpokalfinale 1997 gegen Borussia Dortmund an (2:0-Niederlage). 

### Nationalmannschaft
Seinen ersten Einsatz für die Brasilianische Fußballnationalmannschaft bestritt Elivélton am 30. Oktober 1991 in einem Freundschaftsspiel gegen Jugoslawien. In seinem zweiten Spiel am 18. Dezember 1991 erzielte er beim 2:1 über die Tschechoslowakische Fußballnationalmannschaft sein einziges Länderspieltor. Beim U.S. Cup 1993 traf der Spieler u. a. auf die Deutsche Fußballnationalmannschaft. Zwar erzielten die Brasilianer nur zwei Tore, aufgrund eines Eigentores von Thomas Helmer stand es aber am Ende 3:3. Anschließend nahm er mit der Auswahl an der Copa América 1993 teil (zwei Spiele). Im August des Jahres bestritt er am 8. August gegen Mexiko sein letztes Länderspiel.

## Erfolge
São Paulo
- Staatsmeisterschaft von São Paulo: 1991, 1992
- Campeonato Brasileiro de Futebol: 1991
- Copa Libertadores: 1992, 1993
- Weltpokal: 1992

Corinthians
- Staatsmeisterschaft von São Paulo: 1995
- Copa do Brasil: 1995

Palmeiras
- Staatsmeisterschaft von São Paulo: 1996

Cruzeiro
- Staatsmeisterschaft von Minas Gerais: 1997
- Copa Libertadores: 1997

Vitória
- Staatsmeisterschaft von Espírito Santo: 2006